# Francesc Franco
|  | No s'ha de confondre amb Francisco Franco. |

 Francesc Franco  (Xàtiva, c. 1515 - Sevilla, ?) va ser un metge valencià.
Després de graduar-se com a batxiller a la Universitat de València, va estudiar medicina a la d'Alcalá de Henares. Entre 1549 i 1555 va residir a Portugal, on va exercir com a professor a la Universitat de Coïmbra. Va ser metge de cambra de Joan III de Portugal. En tornar a Espanya es va establir a Sevilla, on va ocupar una càtedra de medicina. Va viure en aquesta ciutat fins a la seva mort, ocorreguda en una data incerta després de 1569.

## Obres
Es coneixen dues obres de Francesc Franco, ambdues publicades a Sevilla el 1569 per Alonso de la Barrera:
- Tractado de la nieve y del uso della,[3] opuscle de trenta pàgines en què explica les diferents formes d'utilitzar la neu per a refredar les begudes, i la conveniència del consum de begudes fredes des del punt de vista dietètic. Aquest va ser el primer tractat europeu sobre el tema, que més tard tractarien també Nicolás Monardes i Francesc Micó.

- Libro de enfermedades contagiosas y de la preseruación dellas, en què dona una sèrie de recomanacions per al diagnòstic, tractament i prevenció de la pestilència, nom amb el qual es refereix genèricament a tota classe de malalties contagioses, també tracta de la utilització de minerals i de diverses plantes (suposadament) medicinals, dels antídots contra mossegades d'animals verinosos, de les propietats terapèutiques del pa, la carn, el peix, el vi i la cervesa, de la conveniència de les sagnies i de la preparació de medicaments.

Entre les fonts utilitzades per Franco en la redacció del llibre esmenta, i de vegades qüestiona, Galè, Hipòcrates, Aristòtil, Dioscòrides Pedaci, Albert Magne, Averrois, i Avicenna. L'antiguitat del document fa que algunes de les seves afirmacions siguin anacròniques o infundades. Tot i l'escassa validesa científica que des de la perspectiva de la medicina moderna poguessin tenir algunes de les afirmacions de Francesc Franco, el Llibre de malalties contagioses és un valuós document, mostra dels coneixements mèdics del segle xvi i de l'ensenyament que en matèria de medicina hi havia a l'època.